# Central River Cess District
Central River Cess District är ett distrikt i Liberia.   Det ligger i regionen River Cess County, i den centrala delen av landet, 170 km öster om huvudstaden Monrovia.